# Crocine
Crocine is een chemische verbinding uit de carotenoïden, die voorkomt in de bloemen van de saffraankrokus (Crocus sativus, waar de stof haar naam aan ontleent) en de Kaapse jasmijn (Gardenia jasminoides).
Crocine is een di-ester gevormd door het dicarbonzuur crocetine en twee moleculen gentiobiose.
Crocine vormt in zuivere toestand intens rode kristallen. Het is goed oplosbaar in water; de oplossing heeft een oranje kleur. De kleur van saffraan is hoofdzakelijk afkomstig van de crocine.
Onderzoek heeft uitgewezen dat de stof antioxidante eigenschappen heeft.
Crocine, evenals safranal en picrocrocine die ook in saffraan voorkomen, bleek bij in-vitroproeven ook in staat om de groei van kankercellen te remmen.
Crocine en safranal vertonen ook antidepressieve eigenschappen.